# Maranata

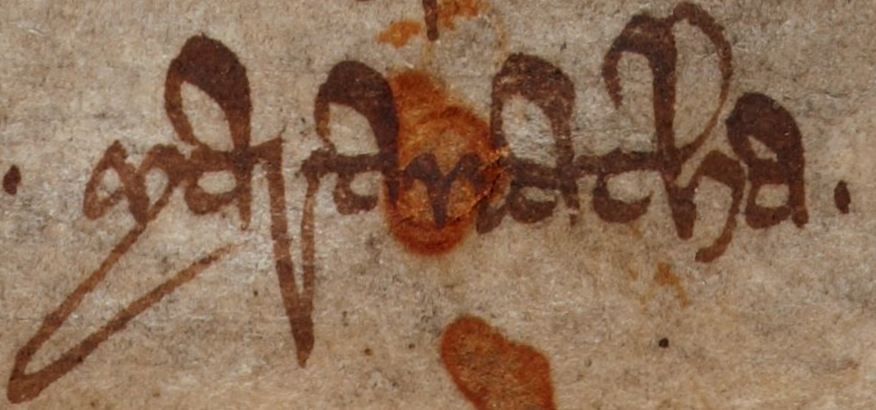
De uitdrukking "maranata" in de Southwick Codex, een middeleeuws manuscript

Het woord maranata of maranatha (Aramees: מרנאתא, maran at(h)a) is een uitdrukking die eenmaal wordt gebruikt in het Nieuwe Testament, namelijk door de apostel Paulus, als een afscheidsgroet aan het einde van zijn Eerste brief aan de Korintiërs (1 Korintiërs 16:22). De meest waarschijnlijke betekenis van maranata is "Kom, Heer!" (marana tha), maar ook "Onze Heer is gekomen" of "Onze Heer zal komen" (maran atha) zijn mogelijke betekenissen.

## Gebruik in het vroege christendom
De term werd in het vroege christendom waarschijnlijk gebruikt als groet, vooral in kerken waar de wederkomst van Jezus sterk werd verwacht. In Openbaring 22:20 staat in het Koinè-Grieks een vergelijkbare uitdrukking: "Amen. Kom, heer Jezus!"
In de Didachè werd de uitdrukking maranata gebruikt in een soort dankgebed om bij de gemeenschappelijke maaltijden die in de Didachè worden beschreven (voorlopers van de eucharistie) uit te spreken.

## Later gebruik
In de Latijnse Kerk werd het woord maranata gebruikt als een plechtige excommunicatieformule. Vroege commentators beschouwden de laatste woorden in 1 Korintiërs 16:22 ("anathema, manata") namelijk als een zeer ernstige vorm van excommunicatie in het jodendom. Zo schreef paus Benedictus XIV (1740 - 1758): "... laat hem worden getroffen door de anathema maranata, dat wil zeggen moge hij verdoemd worden bij de komst van de Heer, moge hij zijn plaats hebben bij Judas Iskariot en zijn metgezellen. Amen."
In de Rooms-Katholieke Kerk wordt maranata onder andere in de adventsperiode als communievers gebruikt, waarbij de betekenis van de term op de geboorte van Jezus of zijn wederkomst wordt toegepast.
In de huidige tijd wordt de term als naam gebruikt door sommige protestants-christelijke organisaties en instellingen, meestal van evangelische snit. Ook is het als Maranathakerk een veel voorkomende naam voor kerkgebouwen en geloofsgemeenschappen. In Nederland is de term vooral gepopulariseerd door het evangelisatiewerk van Johannes de Heer.
Maranata is ook het mantra aanbevolen door de benedictijner monnik John Main, oprichter van de World Community for Christian Meditation (Wereldgemeenschap voor Christelijke Meditatie).